# Metrópolis (Tesalia)

Mapa con algunas de las principales ciudades de la antigua Tesalia y zonas adyacentes. Metrópolis estaba situada al oeste.

Metrópolis (en griego, Μητρόπολις) es el nombre de una antigua ciudad griega de Tesalia.
Estrabón, que dice que se había formado por la unión de varias poblaciones, la sitúa en la llamada Alta Tesalia, cerca de la ciudad de Itome —que pertenecía al territorio de Metrópolis— y no lejos de Gonfos, Trica y Pelineo. El geógrafo añade que en Metrópolis se seguía el llamado rito Onturio que le fue transmitido por una de las ciudades que participó en la unión para formar Metrópolis. En este rito, en honor a Afrodita, se permitía el sacrificio de cerdos.
Metrópolis fue escenario de enfrentamientos durante la segunda guerra macedónica y durante la Guerra romano-siria. En la segunda guerra macedónica, Los etolios que combatían contra Filipo V de Macedonia devastaron los campos en torno a Metrópolis pero los habitantes de la ciudad la defendieron detrás de sus murallas y los etolios no pudieron tomarla.
En la Guerra romano-siria, Metrópolis sí fue tomada por el ejército de Antíoco III el Grande, junto a la ciudad de Cierio y fortalezas adyacentes. Poco después, en el año 191 a. C., el cónsul romano Manio Atilio, en su avance por territorio tesalio, recibió delegados de las ciudades de Metrópolis y de Cierio que ofrecieron la rendición de sus ciudades. Esto ocurrió poco tiempo antes de la Batalla de las Termópilas.
Se localiza cerca del lugar donde actualmente hay una población moderna que conserva el antiguo nombre de Metrópolis.